# 加茂村 (兵庫県加東郡)
加茂村（かもむら）は、兵庫県加東郡にあった村。現在の加東市の北西部、中国自動車道・滝野社インターチェンジの周辺にあたる。

## 地理
- 河川：加古川

## 歴史
- 1889年（明治22年）4月1日 - 町村制の施行により、新町・北野村・稲尾村・曽我村・多井田村・穂積村の区域をもって発足。
- 1954年（昭和29年）3月31日 - 滝野町と合併し、改めて滝野町が発足。同日加茂村廃止。

## 交通

### 道路
- 国道175号

現在は旧村域に中国自動車道の滝野社インターチェンジが所在するが、当時は未開通。